# Partyzánská nemocnice Franja

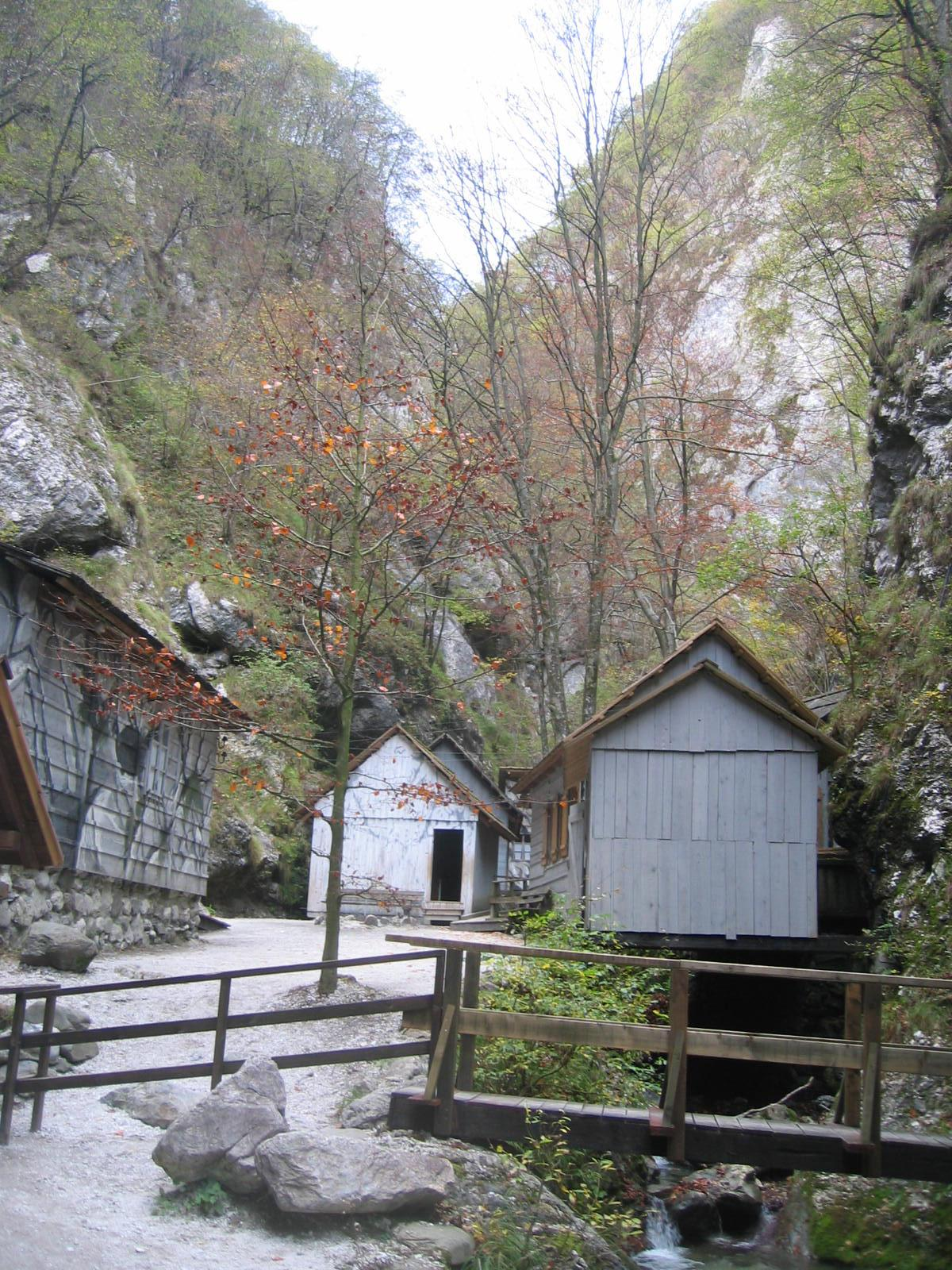
Partyzánská nemocnice Franja

Partyzánská nemocnice Franja (slovinsky Partizanska bolnica Franja) byla tajná polní nemocnice za druhé světové války. Nacházela se poblíž obce Dolenji Novaki v blízkosti Cerkna v západním Slovinsku. Byla provozována slovinskými partyzány od prosince 1943 až do konce války jako součást široce organizovaného hnutí odporu proti nacistickým okupačním silám. Byli zde léčeni jak zranění partyzáni a spojenečtí vojáci, tak i vojáci mocností Osy. Ačkoli okupační síly Wehrmachtu provedly několik pokusů nemocnici najít, nebyla nikdy objevena. V současné době existuje jako muzeum, které je chráněno jako kulturní památka národního i evropského významu.

## Historie
Nemocnice byla postavena v těžkém a členitém terénu v odlehlé rokli Pasica v západním Slovinsku. Byla otevřena v prosinci 1943 a byla neustálé vylepšována až do května 1945. Německá vojenská aktivita byla častá v okolní oblasti po celou dobu provozu nemocnice. Vchod byl ukrytý v lese a nemocnice mohlo být dosaženo jen přes mosty. Pokud se v okolí vyskytoval nepřítel, mosty mohly být zvednuty. Za účelem zachování nezbytného utajení byli pacienti do nemocnice přepravováni se zavázanýma očima. Nemocnice byla rovněž chráněna minovými poli a kulometnými hnízdy. Vzhledem k tomu, že nemocnice byla v rokli, hustý porost stromů a maskování budov poskytovaly ochranu proti leteckému průzkumu.
Zakladatelem a prvním stavitelem nemocnice byl Viktor Volčjak, ale nemocnice byla pojmenována po její velitelce, lékařce Franje Bojc Bidovec, která v ní začala působit v únoru 1944. Mezi lékaři, kteří pracovali v nemocnici byl také Ital Antonio Ciccarelli. Nemocnice byla velmi dobře vybavena pro tajné partyzánské operace a zůstala neodhalená až do konce války. Byla navržena tak, aby v ní mohlo být ošetřováno současně 120 pacientů, během jejího provozu jich tudy prošlo téměř desetkrát tolik. Většina pacientů byli ranění partyzáni, kteří se nemohli nechat ošetřit v obvyklé nemocnici. Mezi pacienty bylo mnoho národností, včetně zraněného německého vojáka, který poté, co byl vyléčen, zůstal v nemocnici jako člen personálu. Nemocnice fungovala až do 5. května 1945.
Roku 1963 se stala součástí muzea v Cerkně. V roce 1997 americká asociace leteckých veteránů udělila nemocnici ocenění za záchranu a léčení sestřeleného amerického pilota Harolda Adamse. V roce 2003 vydala slovinská pošta známku u příležitosti 60. výročí nemocnice. Tato známka byla vyhlášena slovinskou známkou roku.
Partyzánská nemocnice je na seznamu kandidátů na zařazení do světového dědictví UNESCO.
Dne 18. září 2007 byla těžce poškozena při povodni po silných přívalových deštích. Do roku 2010 byla rekonstruována, a od té doby je otevřena pro návštěvníky. Dne 10. března 2015 bylo nemocnici společně s dalšími patnácti pamětihodnostmi uděleno Evropskou komisí označení Evropské dědictví.

## Mapa

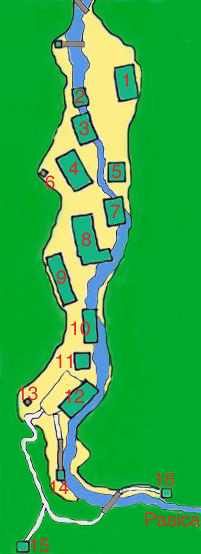

1. Budova pro raněné - vybavená sklepním krytem, vybudována v létě 1944.

2. Izolace - používaná jako karanténní místnost pro pacienty s nakažlivými chorobami a pro umístění umírajících, vybudována v červnu 1944.

3. operační sál - dokončený v prosinci 1944.

4. Ubytovna lékařů - postavená v lednu 1944, zpočátku sloužila jako operační sál.

5. Rentgen - budova dokončena v březnu 1945.

6. Sklad nosítek.

7. Kuchyně - dokončena těsně před koncem války.

8. Budova pro raněné, jídelna - postavená v prosinci 1943.

9. Budova pro raněné, skladiště a tesařská dílna - postaveno v průběhu roku 1944.

10. Ubytovna personálu - vybudována v létě 1944.

11. Koupelna, prádelna - dokončena na konci října 1944.

12. Budova pro invalidy - dokončena v březnu 1945.

13. Nádrž na vodu - skládala se ze dvou vinných sudů, každý o objemu 400 litrů.

14. Vodní elektrárna - zprovozněna v létě 1944.

15. Místo pro pohřbívání amputovaných končetin.

16. Bunkr nad soutěskou Pasica - používán jako úkryt pro raněné, vytvořen úpravou přírodní jeskyně.

## Galerie

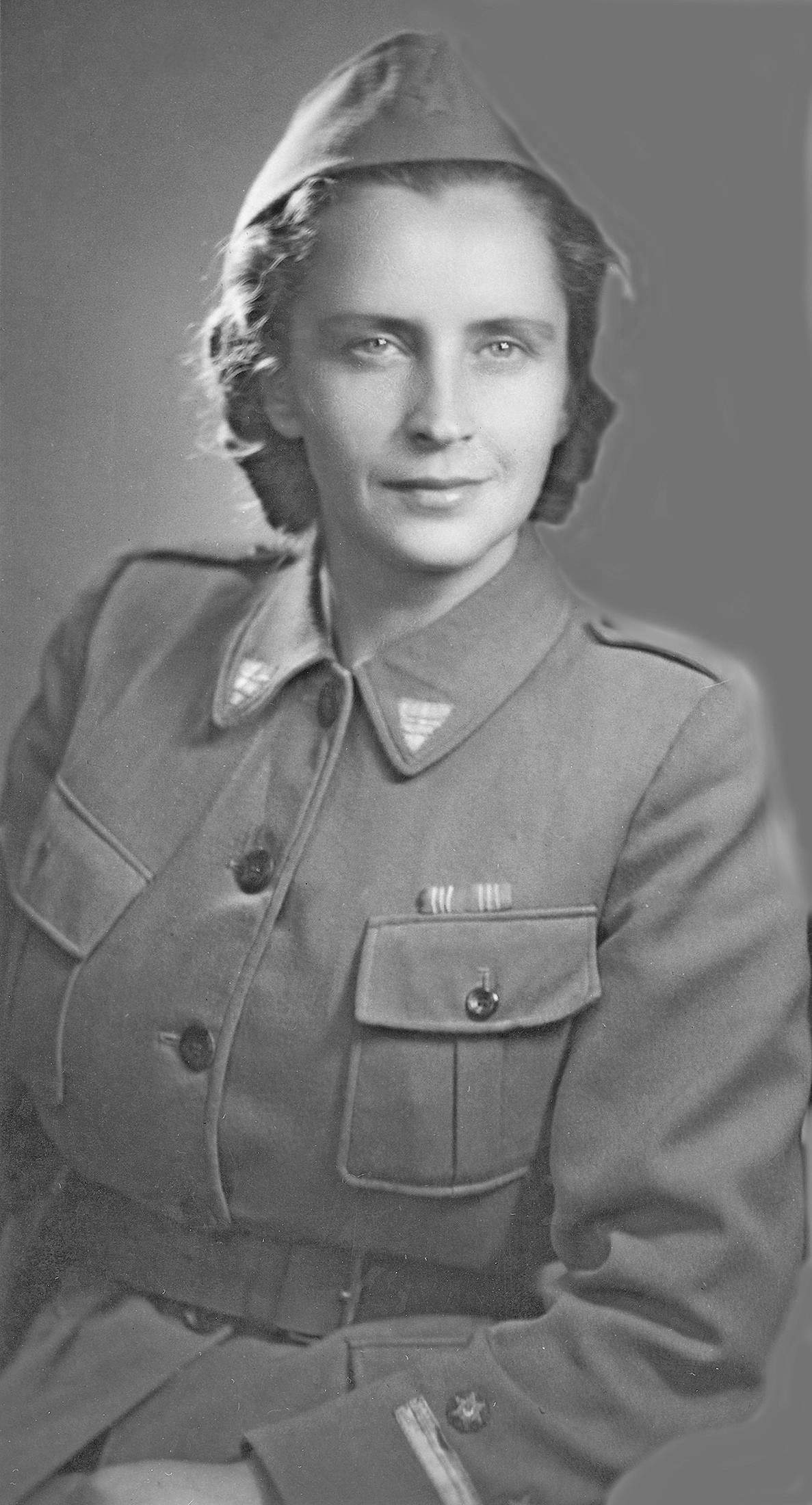
Franja Bojc Bidovec
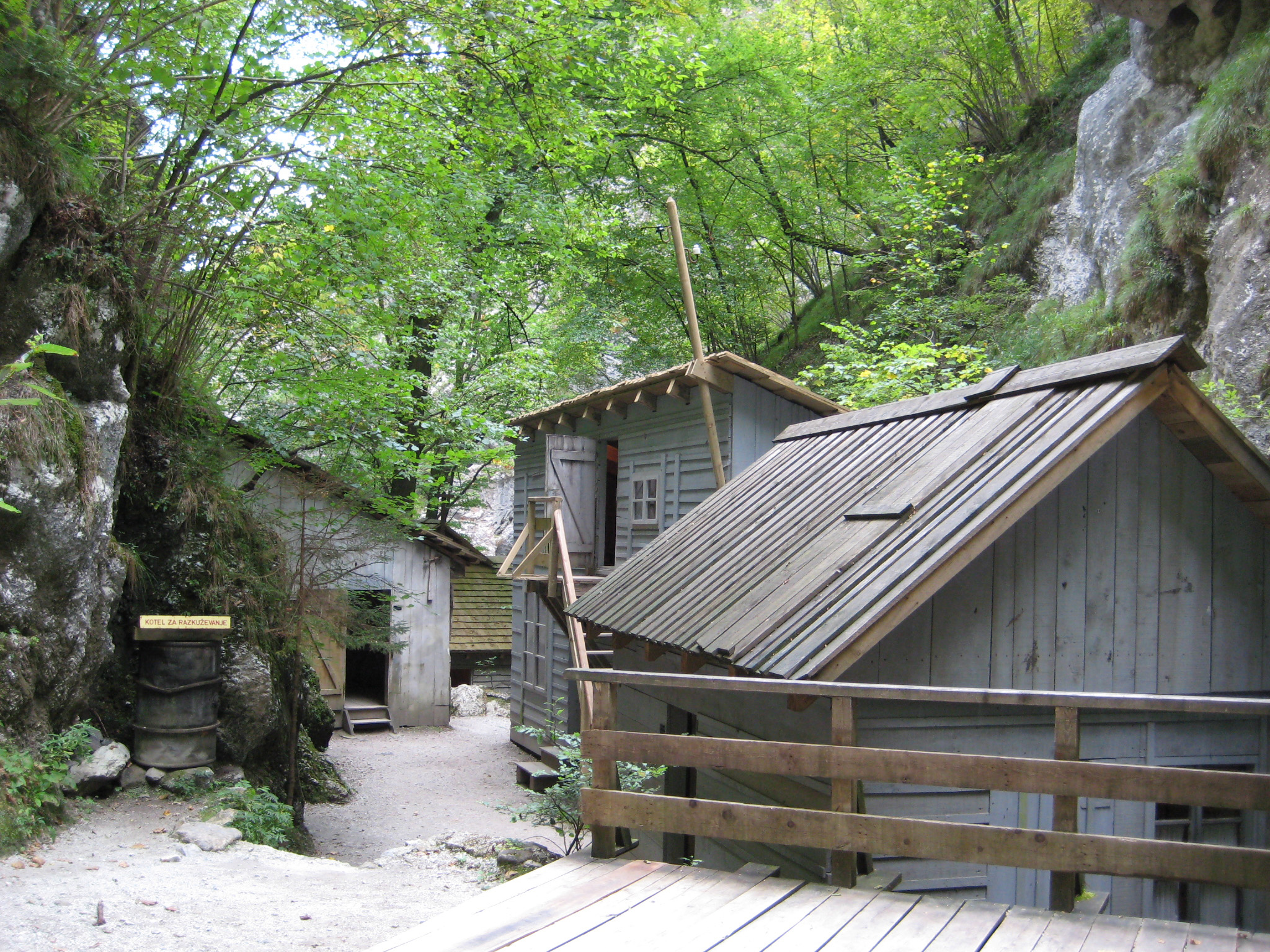
Nemocnice tři dny před povodní v roce 2007
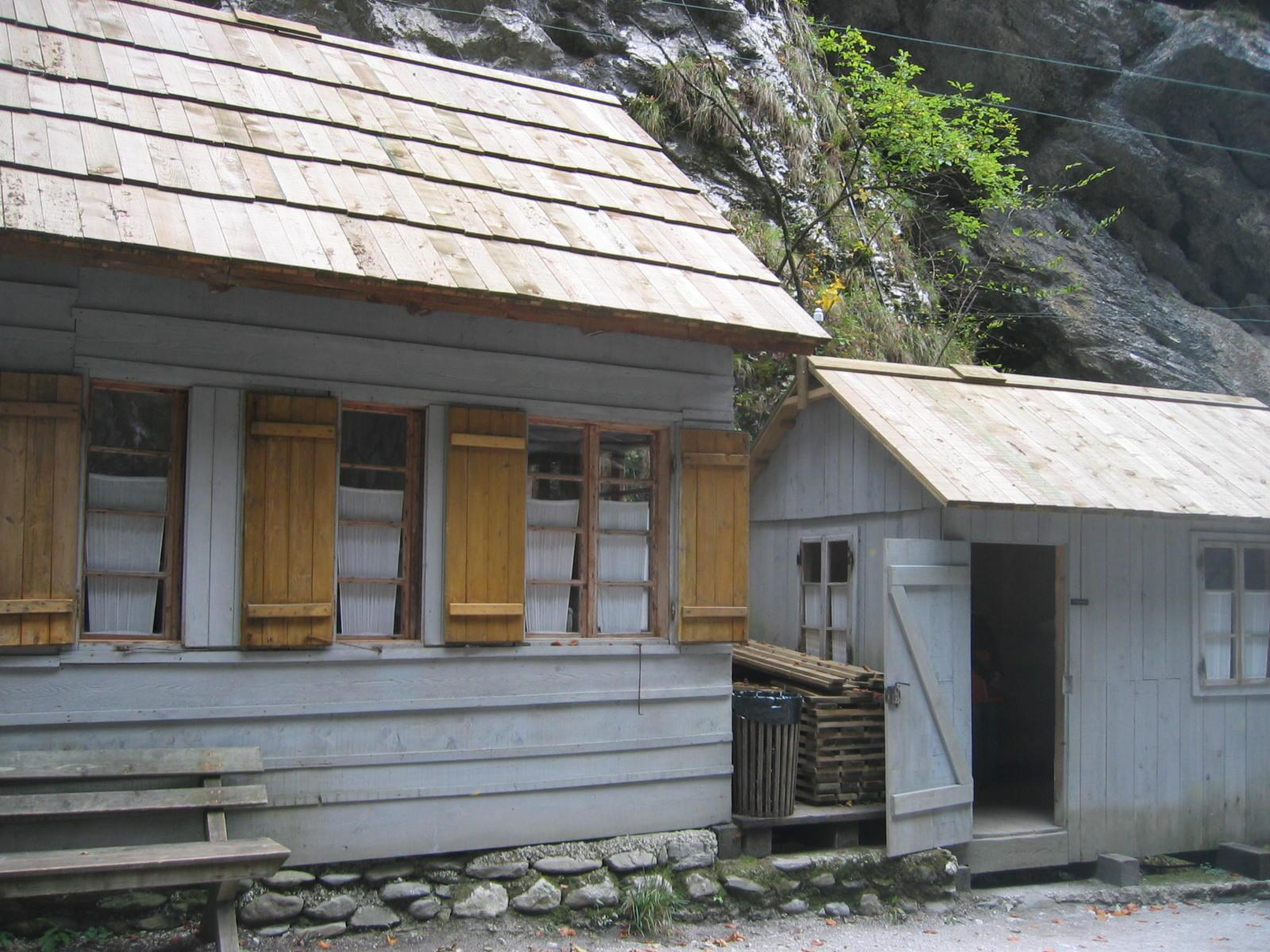
Izolace (vpravo), operační sál (vlevo)
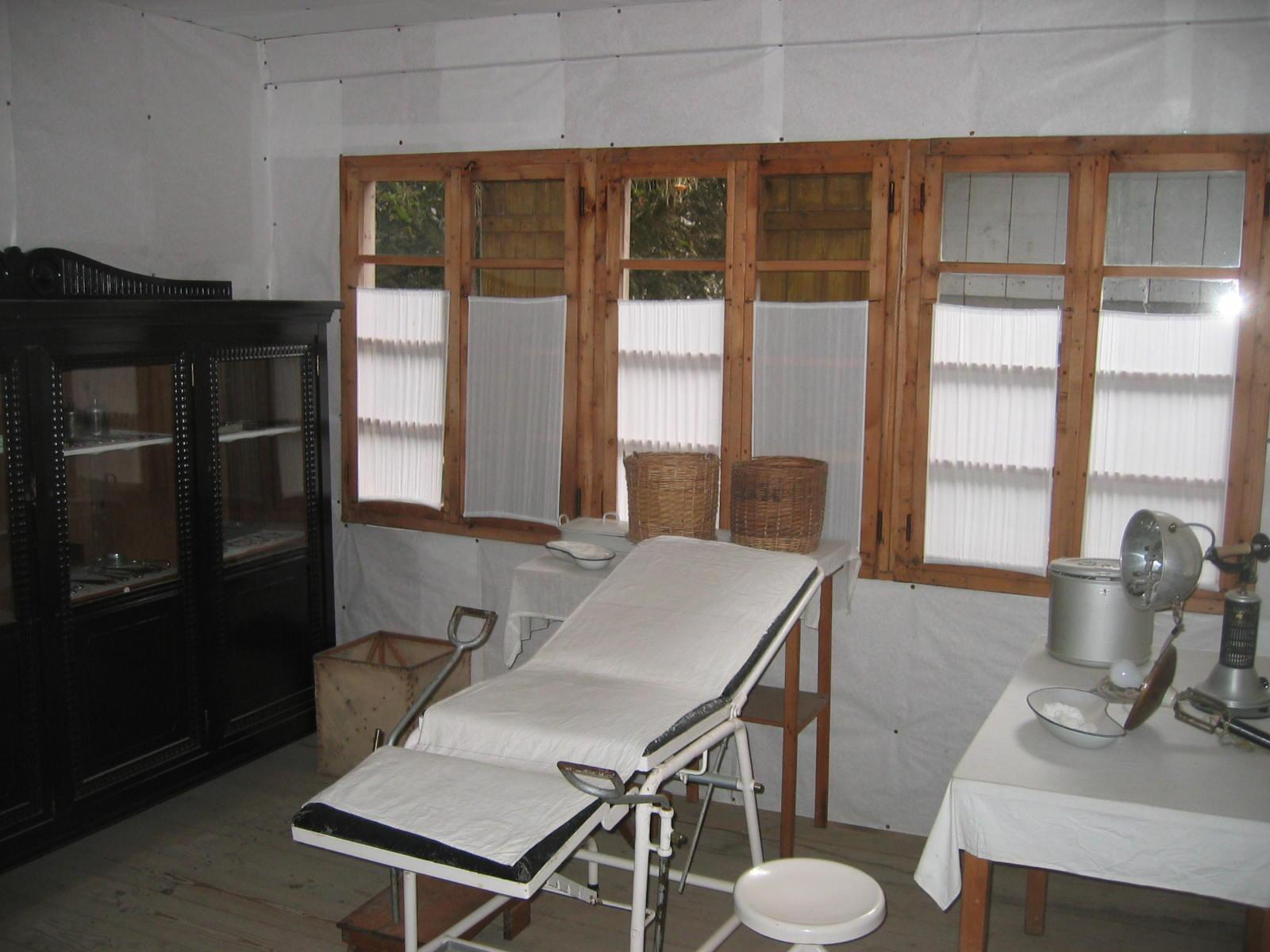
operační sál
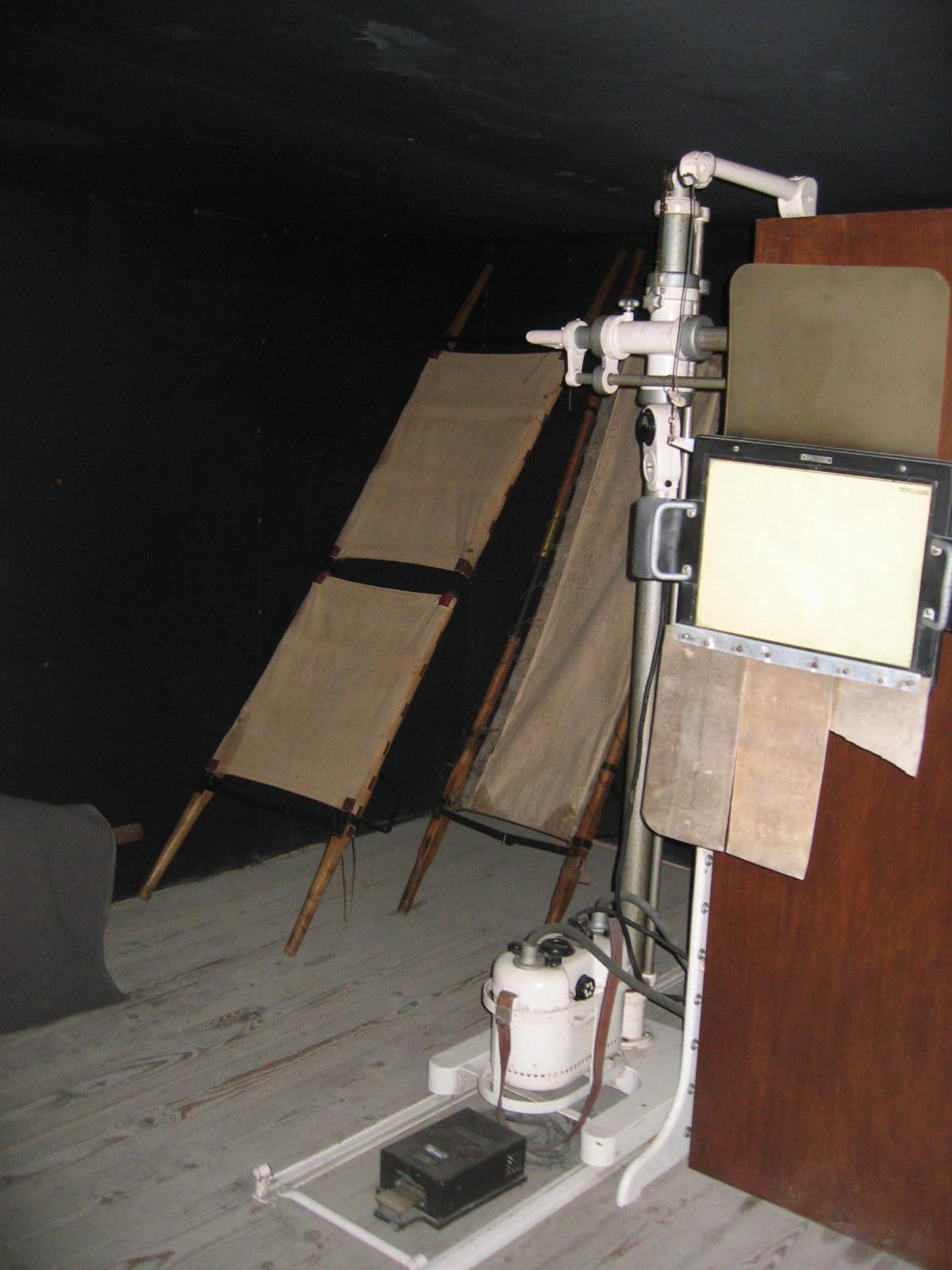
Rentgen
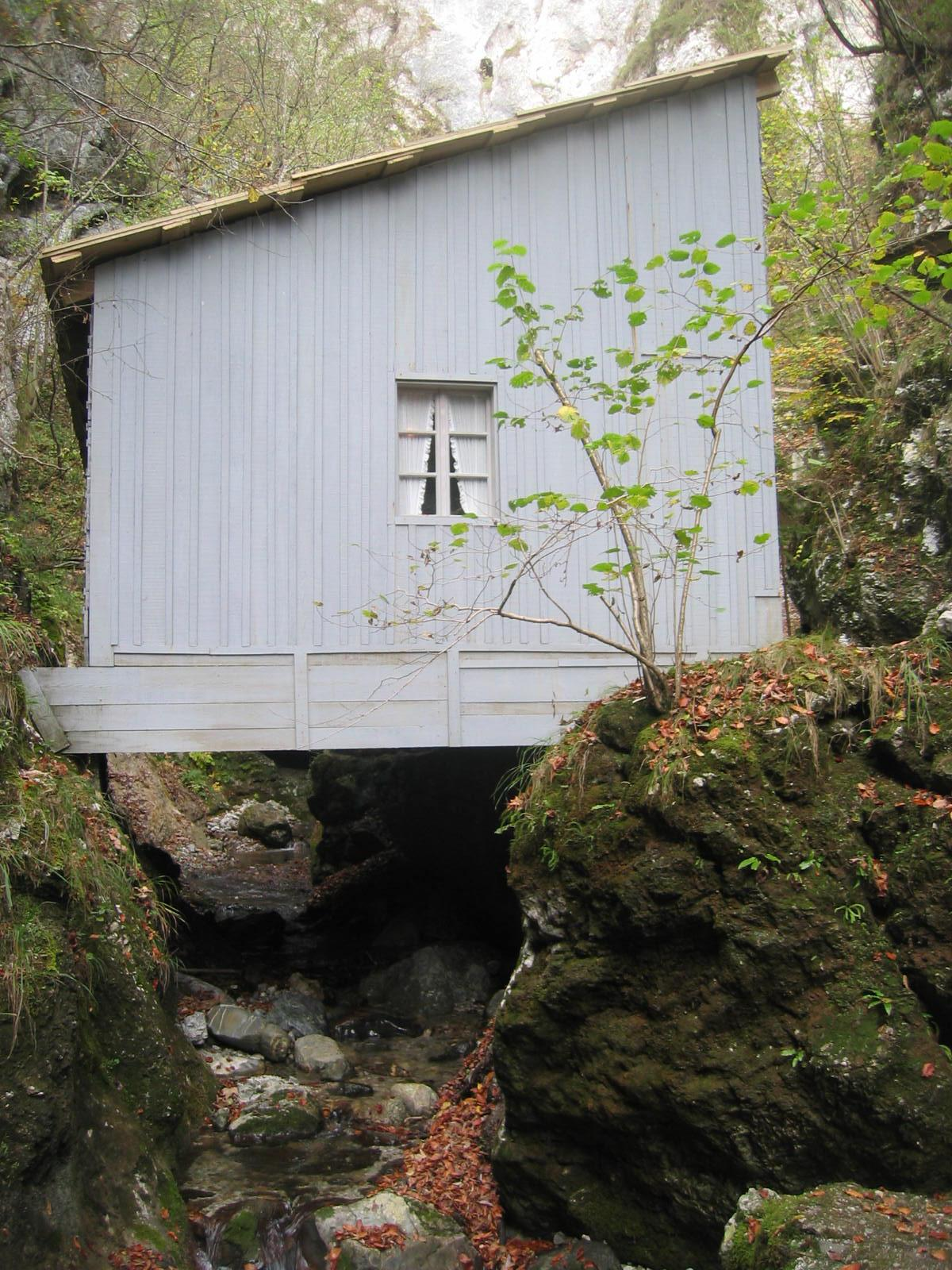
Ubytovna personálu
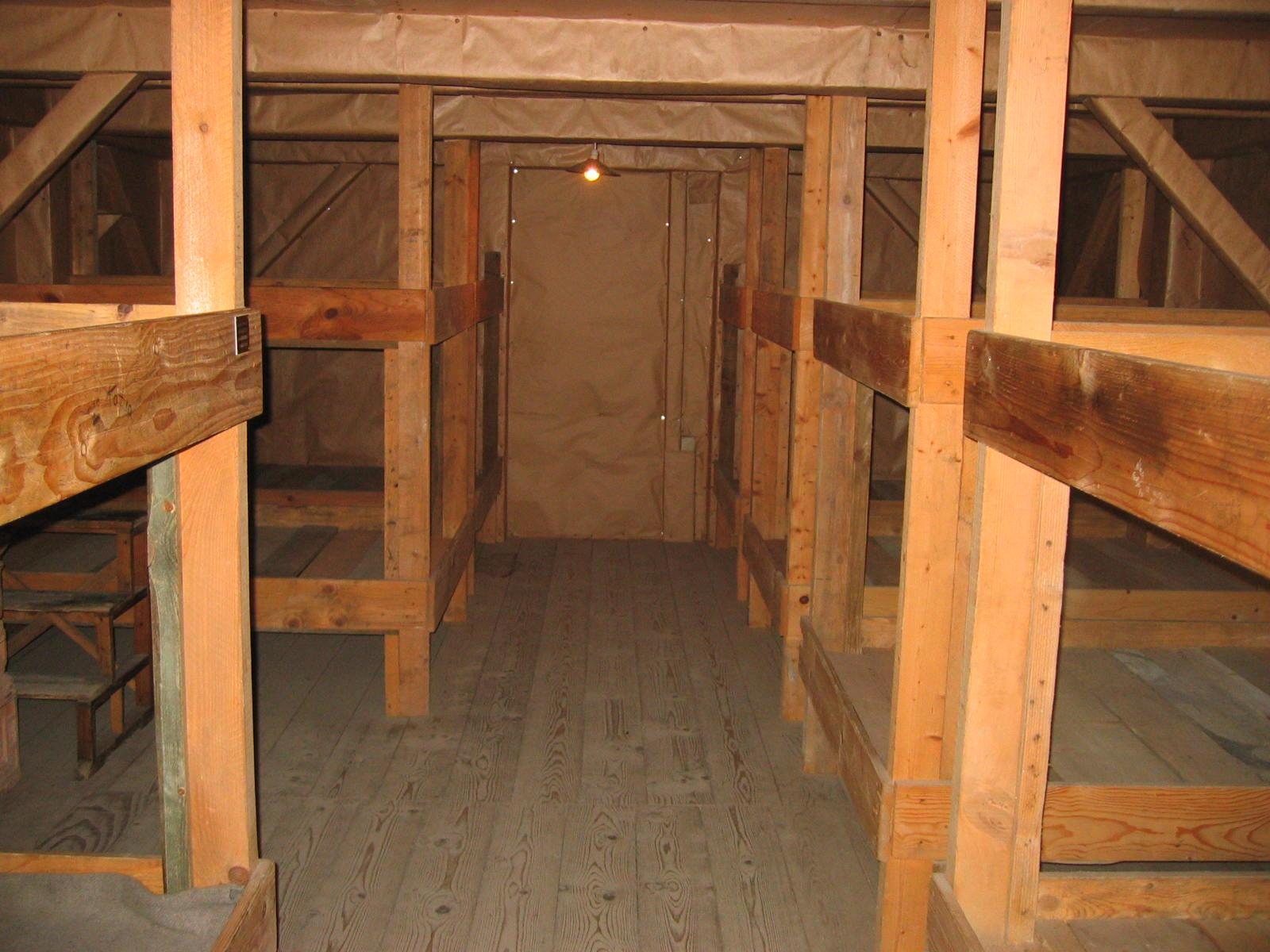
Pokoj pro raněné
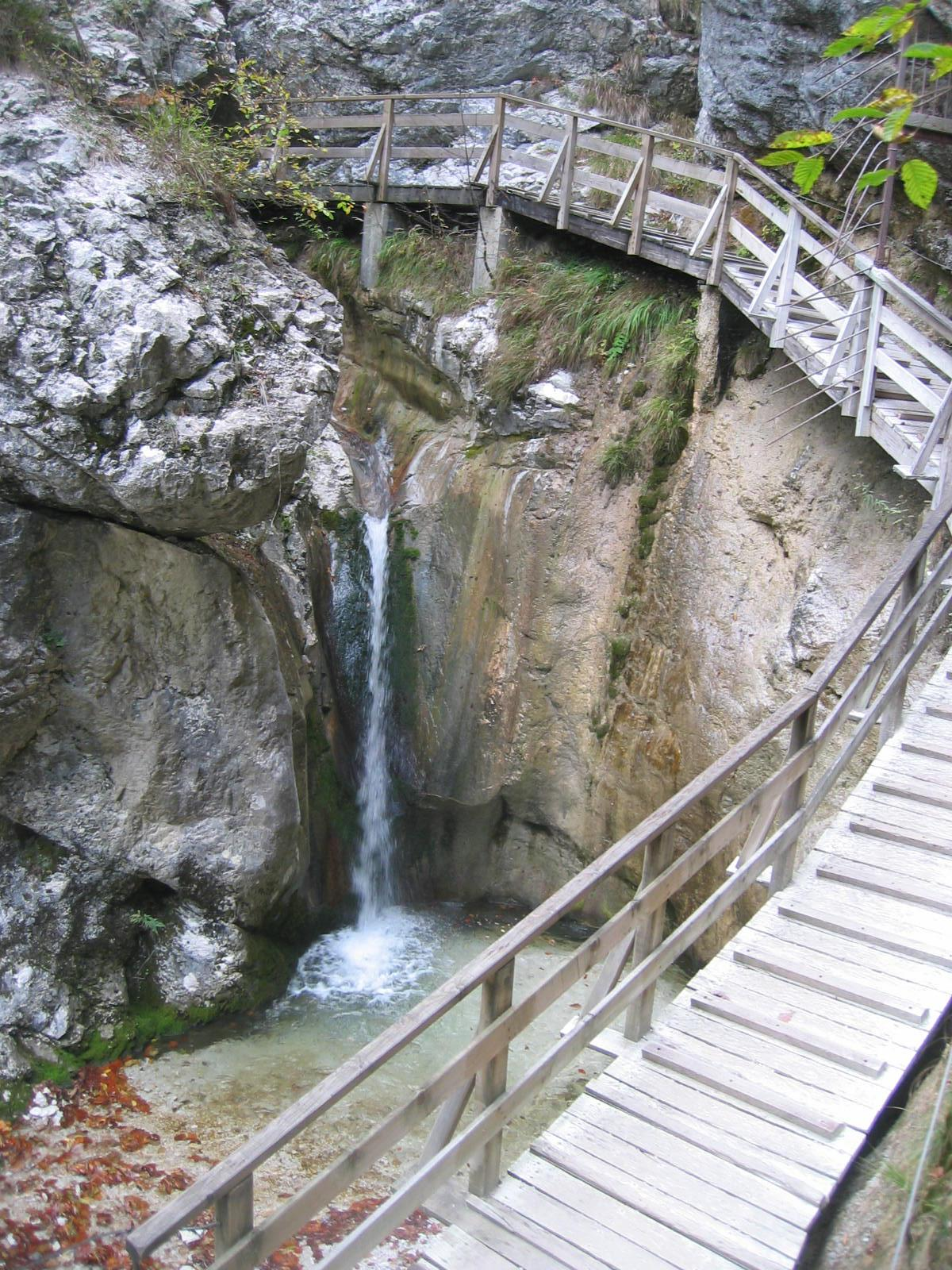
Přístupová cesta do nemocnice